# Herodestor

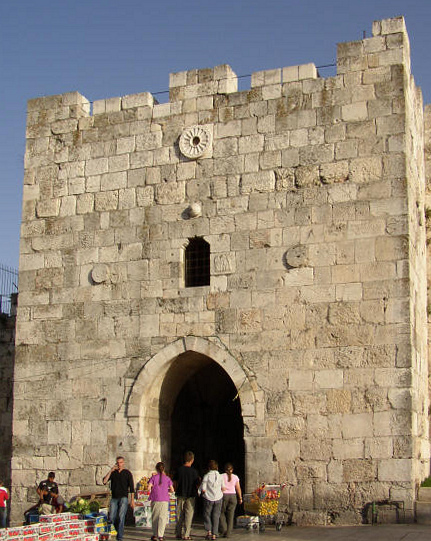
Herodestor, Jerusalem, 2005

Das Herodestor (arabisch باب الساهرة, DMG Bāb as-Sāhira ‚Tor der Wächterin‘, hebräisch שער הפרחים [ʃaˈar hapraˈxim] ‚Blumentor‘; weitere Bezeichnungen: Schaftor, Sha'ar Hordos) ist eines der acht Tore der Jerusalemer Altstadt. 

## Name
Der Name „Herodestor“ geht zurück auf mittelalterliche Pilger, die glaubten, dass sich das Haus des Herodes Antipas, der Jesus nach biblischer Darstellung ebenfalls verhörte (Lk 23,6ff ), nahe dieser Stelle befunden habe. 

## Geschichte
Bei der Belagerung von Jerusalem (1099) gelang den Kreuzfahrern an der Stelle des Herodestores der Durchbruch durch die damalige Mauer, was zum Fall Jerusalems führte.
Das Tor ist eines der neueren Stadttore und wurde 1875 an Stelle einer Schlupfpforte aus der Zeit Suleiman des Prächtigen errichtet.

## Lage
Das Tor führt nahe der nordöstlichen Ecke aus dem Muslimischen Viertel zu den davor liegenden arabischen Wohnvierteln Ostjerusalems. Gegenüber befindet sich die arabische Haupteinkaufsstraße Salah-al-Din-Street mit dem Postamt. Das Tor ist dennoch nicht so frequentiert wie das Damaskustor, da sich dahinter nur Wohnhäuser befinden, von denen man nur über lange unbefahrbare Wege mit Stufen zu den Zentren der Altstadt gelangt. Dennoch haben sich neben dem Tor einige jüdische Familien mit hohem Sicherheitsaufwand angesiedelt.